# 19007 Nirajnathan
19007 Nirajnathan è un asteroide della fascia principale. Scoperto nel 2000, presenta un'orbita caratterizzata da un semiasse maggiore pari a 2,2663735 UA e da un'eccentricità di 0,1604971, inclinata di 5,08864° rispetto all'eclittica.